# Portela (Tállara)
Portela (Oficialmente A Portela) es una aldea española del municipio de Lousame, La Coruña, Galicia. Pertenece a la parroquia de Tállara. Está situada en el suroeste del municipio a 92 metros de altura y 4,4 kilómetros de la capital municipal. Las localidades más cercanas son Maxide y Seixido. En 2021 tenía una población de 14 habitantes (7 hombres y 7 mujeres).